# Bacama jezik
Bacama jezik (abacama, bachama, bashamma, besema, bwareba, gboare; ISO 639-3: bcy), čadski jezik skupine biu-mandara, kojim govori oko 150 000 ljudi (1992 CAPRO) u nigerijskim državama Adamawa i Kogi.
Postoje tri dijalekta mulyen (mulwyin, mwulyin), opalo i wa-duku. Pismo: latinica.

## Vanjske poveznice
- Ethnologue (14th)
- Ethnologue (15th)